# Morelos
Morelos, oficiálně Estado Libre y Soberano de Morelos (do češtiny volně přeloženo jako Svobodný a suverénní stát Morelos) je jeden ze 31 států, které spolu s jedním federálním distriktem tvoří federativní republiku Mexiko. Na severovýchodě a severozápadě hraničí s Méxicem, na severu s Ciudad de México, na východě s Pueblou a jihozápadě s Guerrerou. Se 4 879 km² je to druhý nejmenší stát Mexika. Podle sčítání lidu z roku 2020 tam žije 1 971 520 lidí.